# Фёдоровский сельсовет (Икрянинский район)
Фёдоровский сельсове́т — упразднённое сельское поселение в Икрянинском районе Астраханской области Российской Федерации.
Административный центр — село Фёдоровка.

## История
6 августа 2004 года в соответствии с Законом Астраханской области № 43/2004-ОЗ. сельсовет наделен статусом сельского поселения.
Законом Астраханской области от 3 июня 2015 года № 32/2015-ОЗ, муниципальные образования «Оранжерейнинский сельсовет» и «Фёдоровский сельсовет» были преобразованы, путём их объединения, в муниципальное образование «Оранжерейнинский сельсовет» с административным центром в селе Оранжереи.

## Население
| 2006 | 2010  | 2012  | 2013  | 2014  | 2015  |
| ---- | ----- | ----- | ----- | ----- | ----- |
| 1634 | ↘1604 | ↗1605 | ↗1619 | ↘1611 | ↘1608 |

## Состав сельского поселения
В состав сельского поселения входило 3 населённых пункта:
| № | Населённый пункт | Тип населённого пункта       | Население |
| - | ---------------- | ---------------------------- | --------- |
| 1 | Ниновка          | село                         | ↘668      |
| 2 | Светлое          | село                         | ↘254      |
| 3 | Фёдоровка        | село, административный центр | ↘682      |